# Dunărea la Gârla Mare - Maglavit
Dunărea la Gârla Mare - Maglavit este o arie protejată (arie specială de conservare — SAC, sit de importanță comunitară — SCI) din România, desemnată în scopul protejării biodiversității și menținerii într-o stare de conservare favorabilă a florei spontane și faunei sălbatice, precum și a habitatelor naturale de interes comunitar aflate în arealul zonei de protecție. Aceasta se întinde pe o suprafață de 9.487,6 ha, integral pe uscat.

## Localizare
Situl Dunărea la Gârla Mare - Maglavit se întinde pe teritoriile administrative ale județelor Dolj (Calafat, Cetate, Maglavit) și Mehedinți (Gârla Mare, Pristol, Salcia, Vrata). Centrul acestuia este situat la coordonatele 44°07′08″N 22°55′31″E / 44.118822°N 22.925339°E.

## Înființare
Situl Dunărea la Gârla Mare - Maglavit (ROSCI0299) a fost declarat sit de importanță comunitară în septembrie 2011 pentru a proteja 8 specii de animale. Situl a fost protejat și ca arie specială de conservare în mai 2022.

## Biodiversitate
Situată în ecoregiunea continentală, aria protejată conține 1 habitat natural: Galerii de Salix alba și de Populus alba.
La baza desemnării sitului se află mai multe specii protejate:
- amfibieni (2): buhai de baltă cu burta roșie (Bombina bombina), triton cu creastă dobrogean (Triturus dobrogicus)
- mamifere (2): vidră de râu (Lutra lutra), popândău (Spermophilus citellus)
- pești (3): boarță (Rhodeus amarus), porcușor de nisip (Romanogobio kesslerii), porcușor de șes (Romanogobio vladykovi)
- reptile (1): țestoasa de baltă (Emys orbicularis)